# Salacca ramosiana
Salacca ramosiana là loài thực vật có hoa thuộc họ Arecaceae. Loài này được Mogea miêu tả khoa học đầu tiên năm 1986.

## Hình ảnh

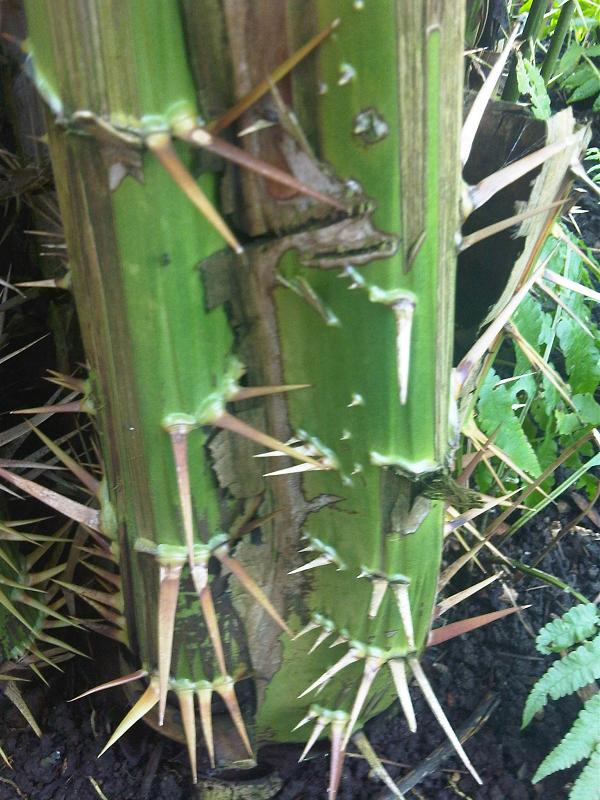
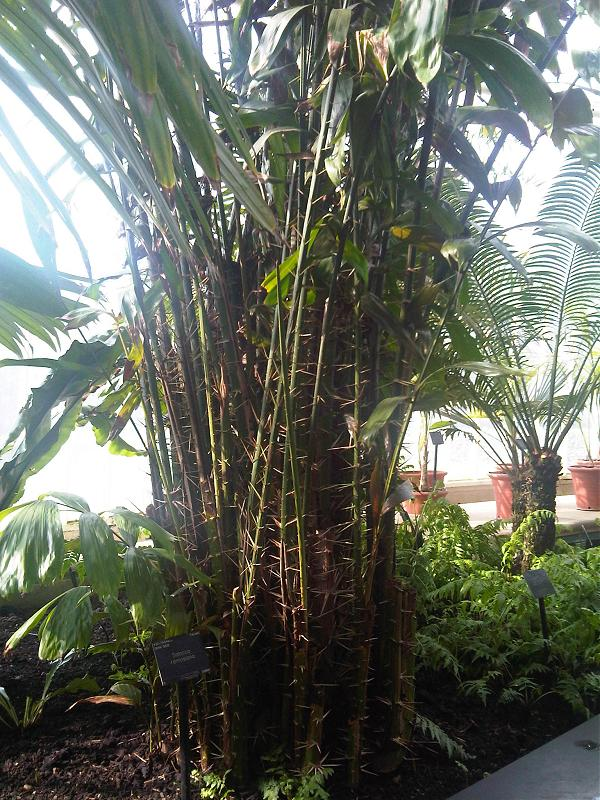
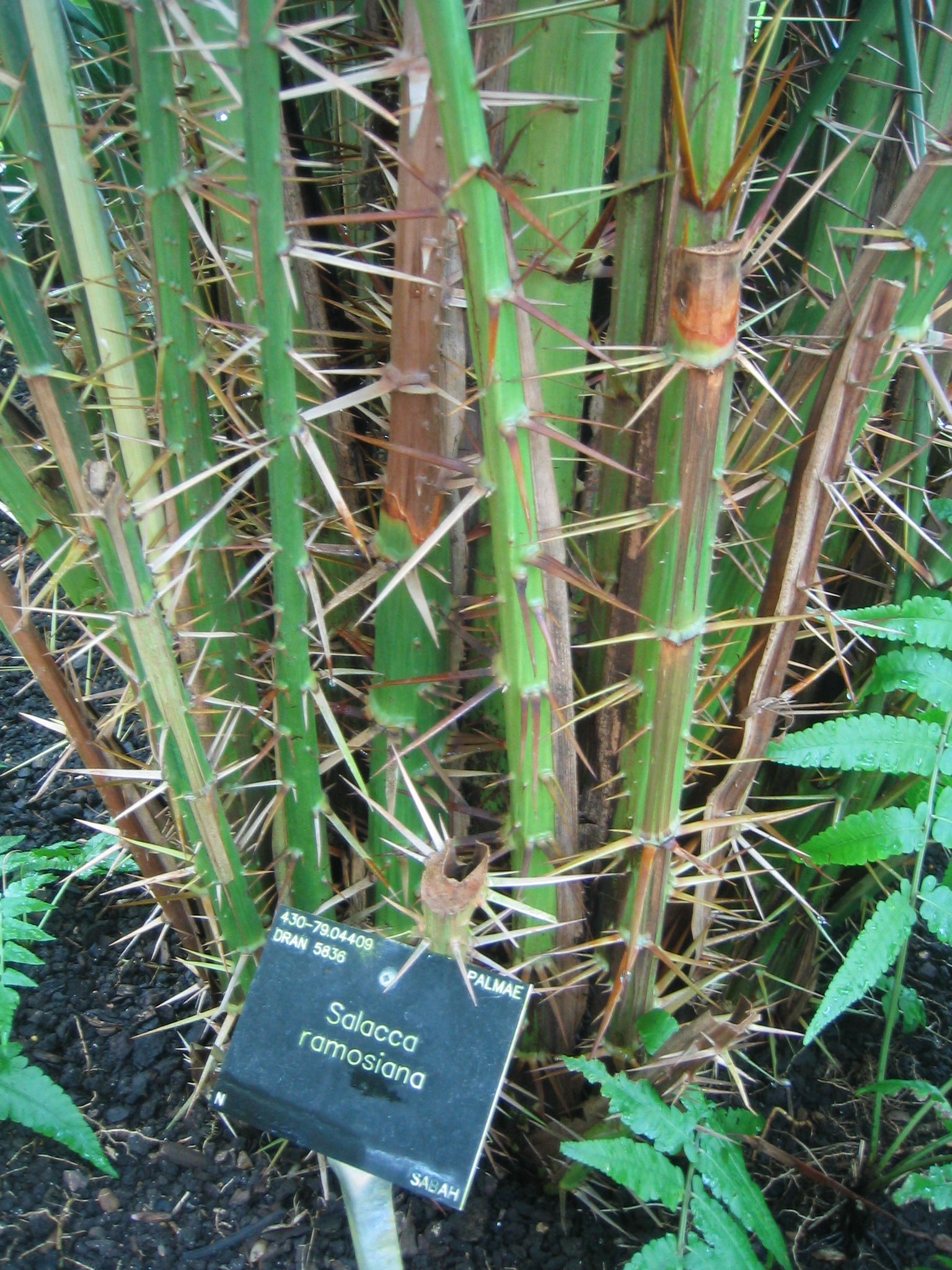